# Ray Cokes
Raymond "Ray" Cokes, född 24 februari 1958 på Isle of Wight, är en brittisk TV-programledare.
Cokes var under slutet av 1980-talet och början av 1990-talet programledare på MTV Europe. Under flera år på 90-talet var Cokes kanalens mest kända ansikte över hela Europa. Han gjorde sig känd genom direktsända program som Ray's Request, Most Wanted och X-Ray Vision. Ray var i princip den enda MTV-programledaren som alltid gjorde direktsändningar när de flesta andra programmen på kanalen var inspelade. Ray lämnade MTV ganska abrupt efter ett internt bråk på kanalen i mitten på 90-talet. Bakgrunden var en direktsändning från Tyskland som fick avbrytas efter upplopp bland åskådarna på torget man sände ifrån.
Under slutet av 1990-talet syntes Cokes sporadiskt på den brittiska versionen av VH1. Då Cokes, förutom engelskan, även kan flytande franska och tyska har han tagit uppdrag för medier även i dessa länder. Under 2005 arbetar han som programledare för ett franskspråkigt program på kanalen France 5 med unga som målgrupp. Ray Cokes var även Presentatör för White Concert, en livekonsert inspelad i Köpenhamn i november 2008 med anledning av 40-årsjubileet av Beatles dubbelalbum The White Album.